# トラックステーション
トラックステーションは、主として営業用トラックドライバーを対象とした休憩施設と運行管理センターが一体となった道路施設。略称は「トラステ」もしくは「TS」。

## 概要
モータリゼーションの進展で長距離ドライブをすることが増え、安全運転のために休憩施設が求められるようになった。
また、これらの施設では、トラックドライバーに対して業務上の連絡を取り合うサービスを提供することが望まれている。このような背景の下に運輸省の交付金により「トラックステーション」の制度が創設され、1976年（昭和51年）に第1号として福島トラックステーションが開設された。

## 施設
トラックステーションは、全国の主要国道沿いに、一定数の駐車スペース、トイレ、休憩、仮眠、入浴、食事ができる休憩施設、業務上の連絡を取り合い、周辺のトラックステーションをネットワークで結び交通情報や気象情報を提供する情報提供施設（運行管理センター）を備えた施設が設置され、サービスが提供されている。
トラックステーションは、公益社団法人全日本トラック協会の計画に基づき、公益社団法人全日本トラック協会・各都道府県トラック協会が建設・管理・運営する形が取られる。
近年は、コンビニエンスストアの増加や、携帯電話、電子メール、ビジネスホテルの普及などで、福利施設（入浴、仮眠、宿泊、食事）は年中無休から休日ありや営業時間短縮になった施設が多い。また、食事施設を廃止しコンビニエンスストアを誘致した施設もある。

## 日本のトラックステーションの数
| 運営主体                                                      | 設置数 | 名称                            | 備考     |
| ------------------------------------------------------------- | ------ | ------------------------------- | -------- |
| 公益社団法人全日本トラック協会                                | 23     | トラックステーション            |          |
| 公益社団法人全日本トラック協会 公益社団法人福島県トラック協会 | 1      | トラックステーション            | 共同設置 |
| 公益社団法人福島県トラック協会                                | 4      | トラックステーション 共同休憩所 |          |
| 一般社団法人茨城県トラック協会                                | 2      | トラック休憩所                  |          |
| 一般社団法人群馬県トラック協会                                | 5      | 休憩所 共同輸送サービスセンター |          |
| 公益社団法人長野県トラック協会                                | 1      | 共同休憩所                      |          |
| 一般社団法人愛媛県トラック協会                                | 1      | トラックステーション            |          |
| 合計                                                          | 37     |                                 |          |

かつて東名高速道路には、「公益財団法人貨物自動車運送事業振興センター」が管理・運営主体となる「運行管理センター」（夜間のみ営業のトラックドライバー用の休養施設）が2箇所（牧之原サービスエリア上り線・上郷サービスエリア下り線）設置されていたが、2014年（平成26年）12月20日をもって廃止された。